# Marc Hodel
Marc Hodel (* 6. November 1970) ist ein Schweizer Fussballspieler und -trainer. Ab dem 1. Juli 2012 betreute er als Trainer den FC Kreuzlingen in der 1. Liga Classic, seit Mai 2019 hat er als Nachfolger von Beat Studer als Trainer den FC Wettingen übernommen. Als Spieler gehörte Hodel zwischen 1998 und 2000 zum Kader der Schweizer Fussballnationalmannschaft.
Seine Karriere als Spieler begann der Verteidiger beim FC Baden. 1992 wechselte er zum FC St. Gallen, von wo aus er nach einem Jahr zum FC Zürich wechselte. Nach weiteren Stationen spielte er von 1999 bis 2003 beim Grasshoppers Club Zürich und beendete seine Spielerkarriere im Jahr 2005 beim FC Wohlen. Für die Nationalmannschaft stand Marc Hodel zwischen 1998 und 2000 dreizehn Mal im Einsatz.

## Privates
Marc Hodel war vier Jahre lang mit der ehemaligen Miss Schweiz Anita Buri verheiratet. Die beiden haben einen gemeinsamen Sohn.